# Południowi Lurowie
Południowi Lurowie (południowo-luryjski: لݸرل جنۈبی) to duża część ludności luryjskiej, mówiąca językiem południowo-luryjskim należącym do grupy zachodnich języków irańskich. Są narodem irańskim. Zajmują niektóre regiony w południowo-zachodniej części Iranu, w tym Kohgiluyeh i Boyer-Ahmad (w całości), południowo-wschodnie części Chuzestanu, północno-zachodnie części Farsu i zachodnią część prowincji Buszehr.

## Demografia
Najnowsze udokumentowane statystyki dotyczące ludności tej grupy etnicznej dostępne są w roku 1999, gdzie szacuje się, że około 900 000 osób (1,43% całej populacji w Iranie).

## Kultura

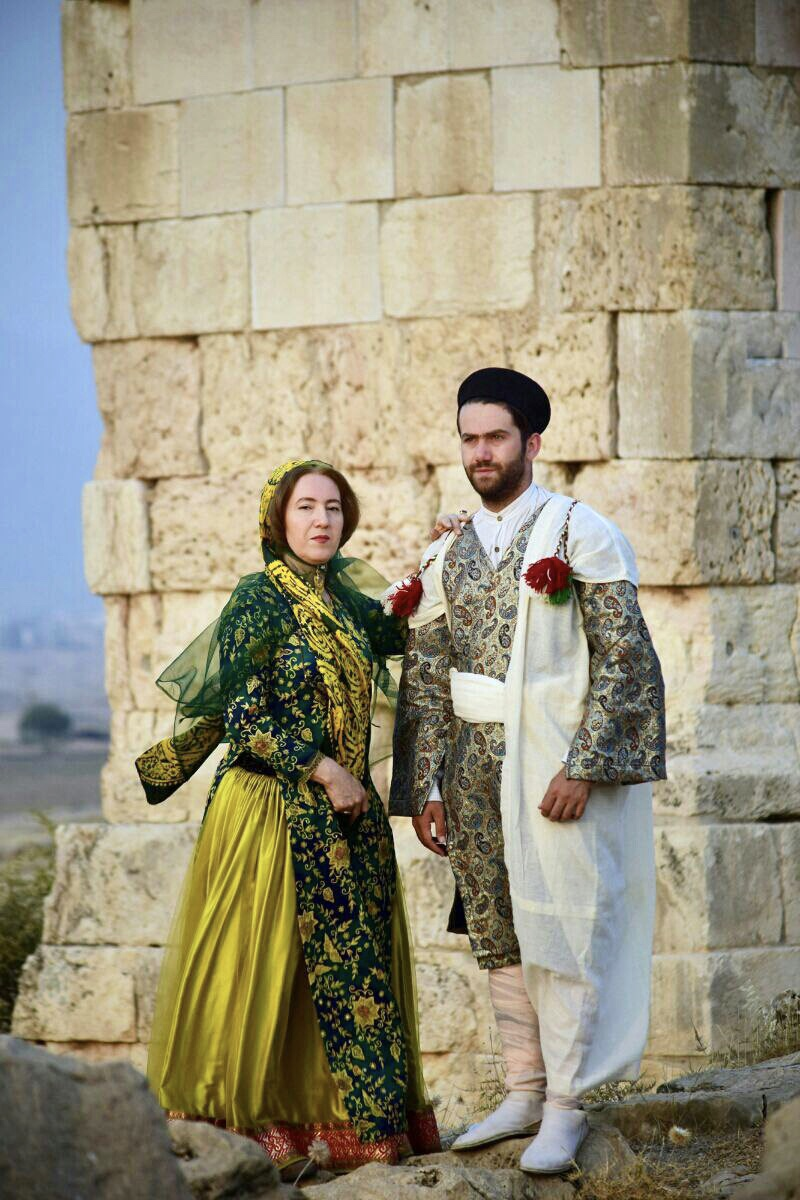
Południowe luryjskie stroje kobiece i męskie

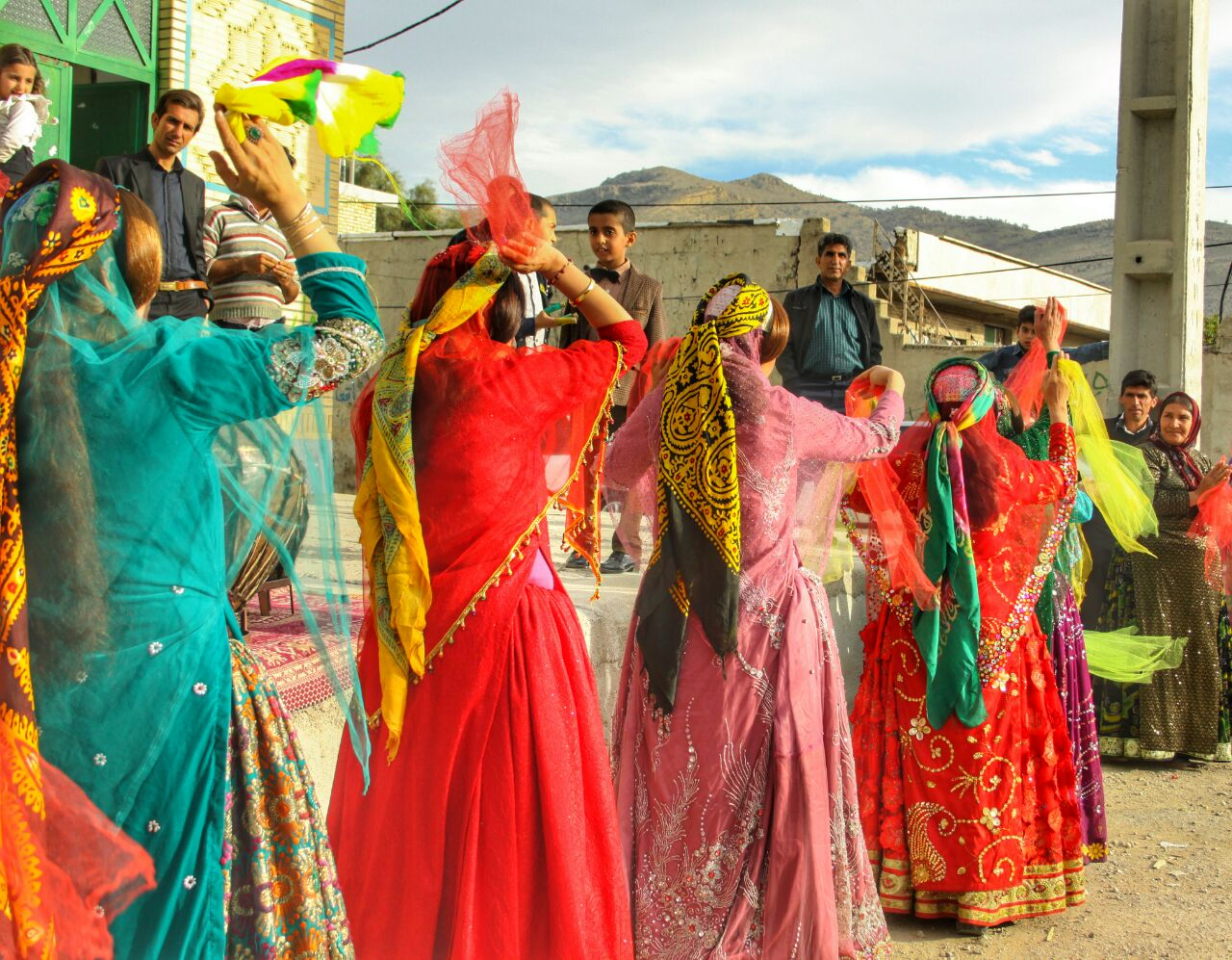
Tancerki chustki w ceremonii ślubnej, Mamasani, Iran

Południowi Lurowie mają swoje szczególne aspekty kulturowe jak ich style językowe, odzieżowe i taneczne, które odróżniają ich od innych grup irańskich, a nawet innych luryjskich. Podobnie jak w innych społecznościach luryjskich i kurdyjskich, południowe luryjskie kobiety mają znacznie większą wolność niż kobiety w innych grupach w regionie.